# Pepe Frisuelos
José (Pepe) Frisuelos (Pelahustán, Toledo, 1956) es un fotógrafo español natural de Pelahustán, Castilla-La Mancha pero que vive y desarrolla su trabajo en Madrid. Su formación fotográfica inicial se desarrolló en los entornos del CEI, la Galería IMAGE y la Real Sociedad Fotográfica de Madrid, habiendo llegado a trabajar posteriormente como un importante y prestigioso fotógrafo de laboratorio, hasta el punto de llegar a montar su propio laboratorio y desarrollar en él las labores de positivado de las obras de importantes figuras de la fotografía en España, como Ouka Leele o Cristina García Rodero.

## Carrera
Tras haber sido alumno de fotógrafos como Manuel Sonseca, ha terminado impartiendo talleres organizados por éste, entre otros muchos.
Desde la década de los 80 son muy numerosos sus premios y exposiciones, entre las cuales tiene más de una treintena individuales, siendo varias de ellas de carácter internacional: (Inglaterra, Argentina...)
También es un reconocido impulsor de actividades y un prestigioso profesor, especialmente en relación con su profundo dominio de la técnica del Sistema de zonas y el positivado de fotografía química tradicional. En relación con ello ha participado en infinidad de encuentros y congresos fotográficos a lo largo de toda la geografía española.
Actualmente es presidente de la asociación de promoción de la fotografía Entrefotos, que anualmente realiza uno de los encuentros fotográficos más importantes de Madrid, y director del laboratorio fotográfico DayLight
Entre las galerías que promocionan su obra están la grancanaria Saro León Archivado el 7 de septiembre de 2011 en Wayback Machine. y la madrileña LuzDía.

## Exposiciones individuales (selección)
- 1987: Centro de Enseñanzas de la Imagen de Madrid
- 1988: Red Herring Gallery de Brighton, Reino Unido
- 1992: Galería Labirinto de Oporto, Portugal
- 1994: Northbrook Photography Gallery, Reino Unido
- 1996: Centro Winterthur de Madrid
- 2000: Sala Cultura del Ayuntamiento de Nerja, Málaga
- 2001: VII Jornadas Argentinas de Fotografía, FotoClub de Buenos Aires (Argentina)
- 2002: "Buenos días, Vietnam", Auditorio municipal Maestro Padilla de Almería
- 2004: Sala de Hacienda de la Diputación Foral de Bizkaia en Bilbao
- 2004: "Gente de la calle", Sala EFTI de Valencia
- 2008: "Gente de la calle", Universidad Jaime I (UJI), Castellón[5]

## Exposiciones colectivas (selección)
- 1987: Congreso UCT, Estocolmo, Suecia
- 1991: Universidad de Alcalá de Henares, Madrid
- 1993: Colección privada de Gabriel Cualladó, IVAM, Valencia
- 1987: Congreso UCT, Estocolmo, Suecia
- 1995: The Gallery of the association of photographer, London, UK. London, Reino Unido
- 1996: Premios Abeja, Centro Cultural municipal San Fernando (Cádiz)
- 2005: Concurso Purificación García, Círculo de Bellas Artes de Madrid
- 2005: Concurso Purificación García, Palacio de la Virreina de Barcelona
- 2008: Artistas y Fotógrafos. Imágenes para una colección. Museo de Madrid Arte Contemporáneo. de Madrid

## Libros
- 2000: "Click"
- 2007: "Playeras"[6]

## Presencia en Colecciones
- Gabriel Cualladó
- Galería Cuatropordiecisiete
- Simarro
- Hotel Bauza
- Mauricio d’Ors
- Consejería de las Artes de Madrid
- EFTI
- Cromotex
- Photomuseum de Zarauz
- Fernando Gordillo
- José María Díaz-Maroto
- Antonio Pérez
- José Luís Mur
- Pepe Lumbreras
- Museo Arte Contemporáneo Ayuntamiento de Madrid
- María Corral
- Leopoldo Zugaza
- Alberto Adsuara
- Archivo Real Sociedad Fotográfica de Madrid
- Mónica Carabias
- Rena Bransten Gallery, San Francisco, California
- Galería Saro Leon, Las Palmas de Gran Canaria

## Premios (selección)
- 1982: Primer premio regional CAMPSA, Madrid.
- 1983: Primer premio regional CAMPSA, Madrid.
- 1985: Segundo premio Concurso Dirección General de Comunicaciones.
- 1989: Premio Blanco y Negro. IV Muestra Cultural de la UGT.
- 1991: Tercer premio XXXV Salón nacional de Fotografía de la Real Sociedad Fotográfica, Madrid.
- 1991: Primer premio concurso Nacional Cisneros. , Madrid.
- 1995: Abeja de Plata en Guadalajara.
- 1996: Abeja de Plata en Guadalajara.
- 2005: Seleccionado en el concurso Purificación García.